# Nigel Bruce
William Nigel Ernle Bruce, krajše Nigel Bruce, britanski filmski, televizijski in gledališki igralec, * 4. februar 1895, Ensenada, Baja California, Mehika, † 8. oktober 1953, Santa Monica, Kalifornija, ZDA.
Bruce je najbolje poznan po svoji upodobitvi dr. Watsona v filmski seriji Sherlock Holmes in radijski seriji Nove prigode Sherlocka Holmesa, v obeh projektih je vlogo Holmesa odigral Basil Rathbone. Podpisal se je tudi pod vlogo Beakyja iz filma Sum, ki ga je režiral Alfred Hitchcock. V filmu sta ob Brucu nastopila še Cary Grant in Joan Fontaine.

## Življenje
Bruce je bil drugi sin sira Williama Wallerja Bruca, 10. baroneta (1856–1912) in njegove žene Angelice (umrla leta 1917), ki je bila hčerka generala Georga Selbyja, ki je služil v Kraljevi artileriji. Rodil se je v Ensenadi, Baja California, Mehika, ko so njegovi starši tam počitnikovali. Izobraževal se je v The Grangu, Stevenage, in v šoli Abingdon School v Oxfordshiru. Leta 1914 je začel s služenjem vojaške službe in se bojeval v Franciji. Leta 1915 so ga v Cambraiju ranili in z enajstimi metki v levi nogi je večino preostanka vojne presedel v invalidskem vozičku.
Na gledališkem odru je prvič nastopil 12. maja 1920 v gledališču Comedy Theatre, udejanjil se je v vlogi lakaja v predstavi Why Marry?. Oktobra istega leta je odšel v Kanado in tam deloval kot gledališki agent Henryja V. Esmonda in Eve Moore. Prav tako je zaigral vlogo Montagueja Jordana v predstavi Eliza Comes to Stay in po vrnitvi na otok nadaljeval s turnejami, na katerih je igral isto vlogo. Po tistem se je stalno pojavljal na odru in osem let kasneje se je začel ukvarjati z nemimi filmi. Leta 1934 se je preselil v Hollywood, kasneje si je dom ustvaril v Beverly Hillsu, na naslovu 701 North Alpine Drive.
Bruce se je uveljavil predvsem v vlogah norčavih in zmedenih gospodov srednjih let. V celotni karieri se je pojavil v 78 filmih, med njimi so Treasure Island (1934), The Scarlet Pimpernel (1934), The Trail of the Lonesome Pine (1936), Rebeka (1940), Sum (1941), Lassie se vrača (1943) in The Corn Is Green (1945). Sodeloval je tudi pri dveh prelomnih projektih: filmu Becky Sharp, prvem igranem filmu v celoti v Technicolorju, in filmu Bwana Devil, prvem 3-D igranem filmu. Leta 1939 je povsem netipično odigral vlogo negativca v filmu The Rains Came, ki se je v zgodovino zapisal kot prvi film, ki je osvojil oskarja za posebne učinke.

## Vloga dr. Watsona
Vloga, ki predstavlja kar Brucovo življenjsko delo, je vloga dr. Watsona v filmski seriji Sherlock Holmes, ki jo je posnel v sodelovanju s svojim dobrim prijateljem Basilom Rathbonom. Bruce je kot dr. Watson med letoma 1939 in 1946 nastopil v 14 filmih in preko 200 radijskih epizodah radijske serije Nove prigode Sherlocka Holmesa. Čeprav se v filmih Bruce oziroma Watson izgleda dosti starejši od Rathbona oziroma Holmesa, pa je dejansko slika obrnjena, saj je bil Bruce tri leta mlajši od Rathbona. Četudi je za večino gledalcev Bruce upodobil točno takega Watsona, kot so si ga predstavljali, pa so Holmesovi privrženci dolgo nasprotovali, da je dr. Watson v opusu sira Arthurja Conana Doyla inteligenten in sposoben (čeravno ne izjemen detektiv). Bruce je na drugi strani Watsona upodobil kot zelo zmedenega in domišljavega, na trenutke celo bedastega, kar Doylov lik Watsona zagotovo ni bil. Rathbone je zelo hvalil Brucovo igro in trdil, da je bil Brucov Watson eden od najpriljubljenejših filmskih likov. Rathbonova in Brucova filmska serija je zamrla leta 1946 s smrtjo režiserja in producenta Roya Williama Neilla.

## Kasnejše življenje
Bruce, ki so ga prijatelji poznali kot Willieja, je bil eden najdominantnejših članov britanske filmske kolonije v Los Angelesu. Prav tako je bil kapetan Hollywoodskega kriket kluba, ki so ga sicer večinoma sestavljali Britanci.  Za razliko od nekaterih svojih sodobnikov se ni nikoli odrekel svojemu britanskemu državljanstvu, čeprav je dolgo časa živel v ZDA. Vse do smrti je tudi ohranil članstvo v dveh londonskih klubih - Garrick Clubu in Buck's Clubu. Njegov zadnji film, World for Ransom, je izšel leta 1954, torej že po njegovi smrti.

## Družinsko življenje
Bruce je bil od leta 1921 pa do smrti poročen z britansko igralko Violet Campbell (rojeno Violet Pauline Shelton, 1892–1970). Z njo je imel dve hčerki, Jennifer in Pauline.

## Smrt
Nigel Bruce je umrl leta 1953 za miokardnim infarktom. V času smrti je bil star 58 let. Upepelili so ga in njegov pepel shranili v trezorju v krematoriju Chapel of the Pines Crematory v Los Angelesu.
O svojem življenju je napisal avtobiografijo z naslovom Games, Gossip and Greasepaint, ki je niso nikoli izdali. Vseeno pa so odlomke objavili v reviji Sherlock Holmes Journal in te odlomke v zadnjem času z dovoljenjem objavili na svetovnem spletu.

## Filmografija
| Leto | Film                                      | Vloga                          |
| ---- | ----------------------------------------- | ------------------------------ |
| 1929 | Red Aces                                  | Kinsfeather, T.B.              |
| 1930 | The Squeaker                              | Collie                         |
| 1930 | Escape                                    | stražnik                       |
| 1930 | Birds of Prey                             | menedžer                       |
| 1931 | The Calendar                              | lord Willie Panniford          |
| 1932 | The Midshipmaid                           | major Spink                    |
| 1932 | Lord Camber's Ladies                      | lord Camber                    |
| 1933 | I Was a Spy                               | Scottie                        |
| 1933 | Channel Crossing                          | Nigel Guthrie                  |
| 1934 | Coming-Out Party                          | Troon, the Butler              |
| 1934 | Stand Up and Cheer!                       | Eustis Dinwiddle               |
| 1934 | Murder in Trinidad                        | Bertram Lynch                  |
| 1934 | Otok zakladov                             | Squire Trelawney               |
| 1934 | The Lady Is Willing                       | Welton                         |
| 1934 | Springtime for Henry                      | Johnny Jewlliwell              |
| 1934 | The Scarlet Pimpernel                     | valižanski princ               |
| 1935 | Becky Sharp                               | Joseph Sedley                  |
| 1935 | She                                       | Horace Holly                   |
| 1935 | Jalna                                     | Maurice Vaughn                 |
| 1935 | The Man Who Broke the Bank at Monte Carlo | Ivan                           |
| 1936 | The Trail of the Lonesome Pine            | Thurber                        |
| 1936 | Under Two Flags                           | Capt. Menzies                  |
| 1936 | The White Angel                           | dr. West                       |
| 1936 | Follow Your Heart                         | Henri Forrester                |
| 1936 | Napad lahke konjenice                     | sir Benjamin Warrenton         |
| 1936 | The Man I Marry                           | Robert Hartley                 |
| 1937 | Thunder in the City                       | vojvoda Glenavon               |
| 1937 | The Last of Mrs. Cheyney                  | lord Willie Winton             |
| 1938 | The Baroness and the Butler               | major Andros                   |
| 1938 | Kidnapped                                 | Neil MacDonald                 |
| 1938 | Suez                                      | sir Malcolm Cameron            |
| 1939 | Baskervillski pes                         | dr. John H. Watson             |
| 1939 | Prigode Sherlocka Holmesa                 | dr. John H. Watson             |
| 1939 | The Rains Came                            | lord Albert Esketh             |
| 1940 | The Blue Bird                             | Mr. Luxury                     |
| 1940 | Adventure in Diamonds                     | Col. J.W. Lansfield            |
| 1940 | Rebeka                                    | major Giles Lacy               |
| 1940 | Lillian Russell                           | William S. Gilbert             |
| 1940 | Susan and God                             | Hutchins Stubbs                |
| 1940 | A Dispatch from Reuter's                  | sir Randolph Persham           |
| 1941 | Hudson's Bay                              | princ Rupert                   |
| 1941 | Play Girl                                 | William McDonald Vincent       |
| 1941 | Free and Easy                             | Florian Clemington             |
| 1941 | This Woman Is Mine                        | Duncan MacDougall              |
| 1941 | The Chocolate Soldier                     | Bernard Fischer, Critic        |
| 1941 | Sum                                       | Beaky                          |
| 1942 | Roxie Hart                                | E. Clay Benham                 |
| 1942 | This Above All                            | Ramsbottom                     |
| 1942 | Eagle Squadron                            | McKinnon                       |
| 1942 | Sherlock Holmes and the Voice of Terror   | dr. John H. Watson             |
| 1942 | Journey for Margaret                      | Herbert V. Allison             |
| 1943 | Sherlock Holmes in skrivno orožje         | dr. John H. Watson             |
| 1943 | Forever and a Day                         | Maj. Garrow                    |
| 1943 | Sherlock Holmes v Washingtonu             | dr. John H. Watson             |
| 1943 | Sherlock Holmes Faces Death               | dr. John H. Watson             |
| 1943 | Lassie se vrača                           | vojvoda Rudling                |
| 1943 | Crazy House                               | dr. John H. Watson (cameo)     |
| 1944 | The Spider Woman                          | dr. John H. Watson             |
| 1944 | Škrlatni krempelj                         | dr. John H. Watson             |
| 1944 | Biser smrti                               | dr. John H. Watson             |
| 1944 | Gypsy Wildcat                             | High Sheriff                   |
| 1944 | Frenchman's Creek                         | lord Godolphin                 |
| 1945 | Sherlock Holmes and the House of Fear     | dr. John H. Watson             |
| 1945 | The Corn Is Green                         | The Squire                     |
| 1945 | Son of Lassie                             | vojvoda Radling                |
| 1945 | Dama v zelenem                            | dr. John H. Watson             |
| 1945 | Pursuit to Algiers                        | dr. John H. Watson             |
| 1946 | Terror by Night                           | dr. John H. Watson             |
| 1946 | Dressed to Kill                           | dr. John H. Watson             |
| 1947 | The Two Mrs. Carrolls                     | dr. Tuttle                     |
| 1947 | The Exile                                 | sir Edward Hyde                |
| 1948 | Julia Misbehaves                          | Col. Bruce »Bunny« Willowbrook |
| 1950 | Vendetta                                  | sir Thomas Nevil               |
| 1952 | Hong Kong                                 | Mr. Lighton                    |
| 1952 | Limelight                                 | Postant, an Impresario         |
| 1952 | Bwana Devil                               | dr. Angus McLean               |
| 1954 | World for Ransom                          | guverner sir Charles Coutts    |